# Rudolph Dohrn

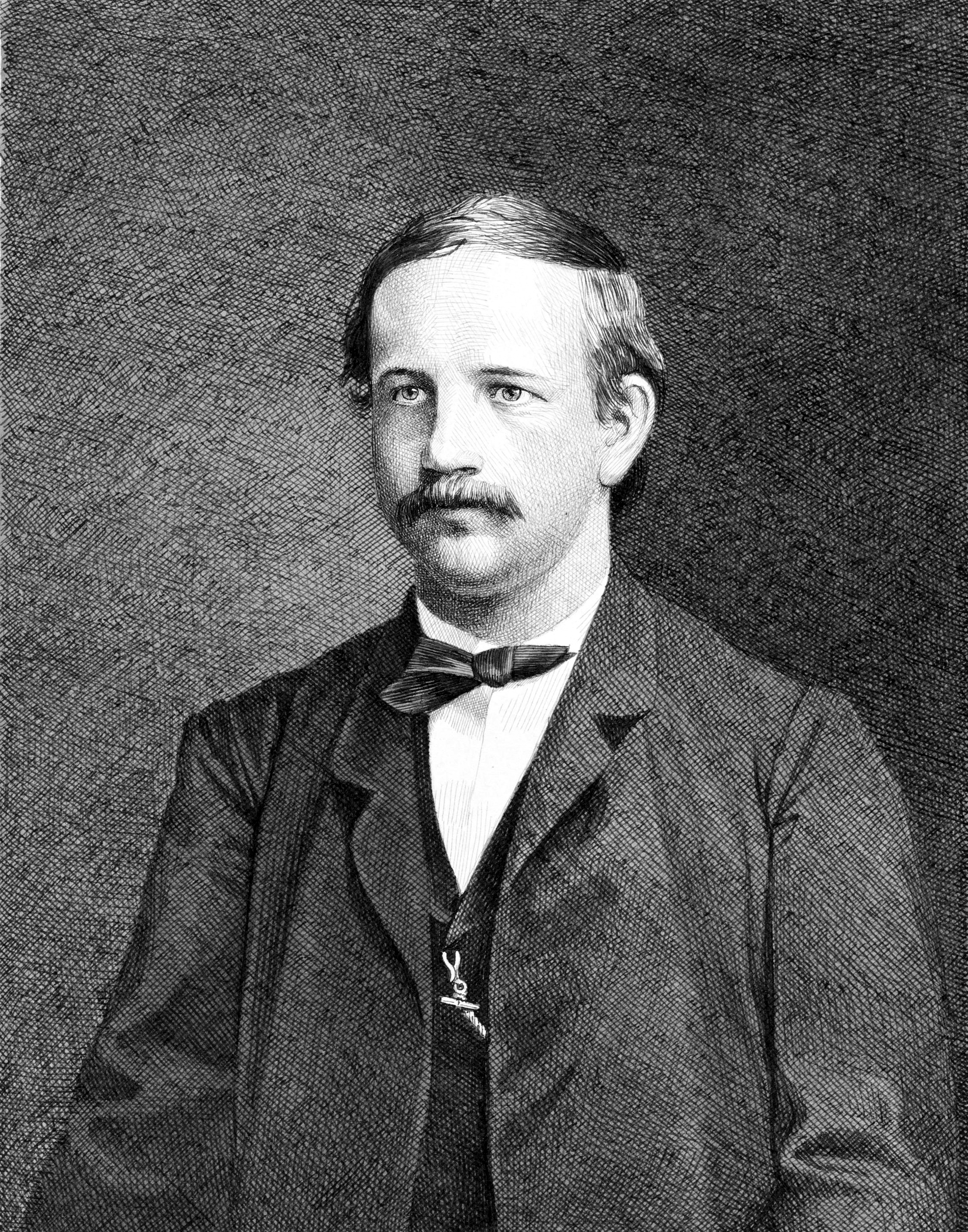
Hans Heinrich Alfred Rudoph Dohrn

Hans Heinrich Alfred Rudolph Dohrn (* 24. August 1836 in Heide; † 2. Dezember 1915 in Dresden) war ein deutscher Gynäkologe.

## Leben und Wirken
Rudolph Dohrn war ein Sohn von Nicolaus Dohrn (* 24. März 1789 in Beidenfleth; † 7. Februar 1858 in Heide) und dessen Ehefrau Charlotte, geborene Dede (* 27. Dezember 1797 in Altona; † 29. November 1873 ebenda). Der Vater war Arzt und Physikus der Landschaft Norderdithmarschen. Der Großvater mütterlicherseits war der Kaufmann Christian Detlef Dede.
Vorfahren der Familie Dohrn lebten nachweislich ab dem späten Mittelalter in der Wilstermarsch. Familienzweige wohnten in Neuenkirchen, St. Margarethen, Wewelsfleth, Neuenbrook und Beidenfleth. Seit dem 19. Jahrhundert stammten aus der Familie Dohrn mehrere Mediziner.
Dohrn besuchte die Meldorfer Gelehrtenschule, die er 1853 mit dem Abitur verließ. 1854 nahm er ein Theologiestudium an der Universität Tübingen auf. Im selben Jahr wechselte er an die Universität Kiel und studierte dort – später in Leipzig – Medizin. Während seines Studiums wurde er 1854 Mitglied der Burschenschaft Germania Tübingen und 1855 Mitglied der Burschenschaft Teutonia zu Kiel. 1859 wurde er an der Kieler Universität promoviert. Danach arbeitete er als Assistenzarzt an der geburtshilflichen Klinik bei Carl Conrad Theodor Litzmann und Jakob Heinrich Hermann Schwartz. Dabei beeinflussten ihn insbesondere Litzmanns Forschungen.
Nach der Habilitation bei Litzmann 1860 unternahm Dohrn eine längere Studienreise. 1863 erhielt er einen Ruf der Universität Marburg als ordentlicher Professor für Geburtshilfe und Direktor des Entbindungsinstituts. Er folgte auf seinen ehemaligen Lehrer Schwartz. 1863 erhielt er einen Ruf der Universität Rostock, um 1866 einen weiteren Ruf der Universität Gießen. Da ihm die Marburger Universität versprochen hatte, eine neue Frauenklinik zu bauen, lehnte Dohrn beide Offerten ab. 1876 war er Rektor der Marburger Universität.
1883 folgte Dohrn einem Ruf der Universität Königsberg. Aufgrund einer Krankheit, die zu schweren Sprachstörungen führte, musste er 1894 die Lehrtätigkeiten einstellen, nachdem er noch 1893/1894 Rektor der Universität war. Die Emeritierung erfolgte 1897. 1898 ging er erneut nach Kiel, wo er seine Forschungen fortsetzen wollte, was seine Fachkollegen jedoch ablehnten. 1900 wechselte er daher nach Dresden, wo er umfangreich wissenschaftlich publizierte. Hier schrieb er unter anderem 1903/04 die zwei Bände umfassende „Geschichte der Geburtshülfe der Neuzeit“.
Dohrn war seit der Hochzeit am 20. April 1865 in Hamburg verheiratet mit Bertha Henriette Asher (* 19. Januar 1842 in Hamburg; † 28. Juli 1926). Ihr Vater Carl Wilhelm Asher war ein Advokat, Hamburger Senatssekretär und verheiratet mit Bertha Henriette, geborene von der Hude (um 1809–1843). Das Ehepaar Dohrn hatte zwei Töchter und drei Söhne.

## Arbeiten als Mediziner
Zu Berufsbeginn fand Dohrn in Marburg die seinerzeit, wie auch an anderen Hochschulen üblichen, komplizierten Bedingungen vor. Er hatte anfangs einen Assistenten, eine Hebamme, die auch die Küche verantwortete, und einen Diener. Als gesicherter Stand des Wissens galt, dass das Kindbettfieber durch die mittelbare Übertragung eines Agens entstand. Ein bakteriologischer Nachweis dieser Theorie existierte noch nicht.
Zu den wichtigsten Aufgaben der Gynäkologen gehörte die systematische Unterweisung von Ärzten, Studenten und Hebammen hinsichtlich der Hygiene der Hände und der verwendeten Instrumente. Dohrn ging dieser Thematik systematisch nach. Er selbst dachte fälschlicherweise, dass das Kindbettfieber durch die Luft übertragen wurde. Trotzdem entstand in Marburg mit dem von ihm geleiteten Neubau der Frauenklinik die äußere Grundlage für die Vorbeugung von Infektionen.
Begleitend engagierte sich Dohrn um ein geordnetes Hebammenwesen. Dieses stellte die Grundlage insbesondere für die ländliche wirksame Geburtshilfe dar. Er selbst arbeitete als Geburtshelfer strikt konservativ. Er lehnte vorschnelle Eingriffe ab, bei denen aufgrund noch nicht vorhandener Kenntnisse über die bakteriologischen Hintergründe nur unklare Rückschlüsse bezüglich Krankheitserregern und Hygiene möglich waren. Derartige Eingriffe erhöhten somit aus seiner Sicht immer das Risiko der Gebärenden.
Während der Zeit in Königsberg beschäftigte sich Dohrn insbesondere mit der Hebammenausbildung. Hier arbeitete er basierend auf der sich entwickelnden Bakteriologie. Außerdem half er, das Hebammenwesen, das in Ostpreußen größtenteils noch nicht existierte, zu organisieren. Kurz nach Dienstantritt rief er einen Hebammenverein ins Leben. Für den Minister der Geistlichen-, Unterrichts- und Medizinal-Angelegenheiten schrieb er 1892 das „Preußische Hebammen-Lehrbuch“. Dabei schrieb er vorbildlich sorgfältig und berücksichtigte immer die vorhandene Bildung der Hebammenschülerinnen und den tatsächlichen Berufsalltag.